# Quaestus olajensis
Quaestus olajensis es una especie de escarabajos del género Quaestus, familia Leiodidae. Fue descrita por Salgado en 1977.

## Distribución
Se encuentra en España.